# Чонград
Чонград (угор. Csongrád) — медьє на півдні Угорщини.Межує з медьє Бач-Кишкун, Яс-Надькун-Сольнок і Бекеш. Адміністративний центр — Сегед.
Медьє має найбільшу кількість сонячних днів і відмінні ґрунти, що робить його найважливішим сільськогосподарським районом Угорщини. Найвідомішими продуктами є Сегедська паприка та цибуля з Мако. Регіон також виробляє багато зерна, овочів та фруктів. Половина цибулі, паприки та овочів, вироблених в Угорщині походять з цього південного регіону. Медьє також багате нафтою та природним газом.

## Адміністративний поділ
Починаючи з 15 липня 2013 адміністративний поділ медьє Чонград має наступний вигляд:
| № | Яраш (járás)              | Оригінальна назва       | Центр           | Громад | Громад | Населення (1 січня 2013) | Площа (км²) | Густота (чол./км²) |
| № | Яраш (járás)              | Оригінальна назва       | Центр           | Всього | Міст   | Населення (1 січня 2013) | Площа (км²) | Густота (чол./км²) |
| - | ------------------------- | ----------------------- | --------------- | ------ | ------ | ------------------------ | ----------- | ------------------ |
| 1 | Кіштелекський яраш        | Kisteleki járás         | Кіштелек        | 6      | 1      | 18 429                   | 410,20      | 45                 |
| 2 | Макський яраш             | Makói járás             | Мако            | 15     | 2      | 44 612                   | 688,85      | 65                 |
| 3 | Морагаломський яраш       | Mórahalmi járás         | Морагалом       | 10     | 1      | 28 741                   | 561,71      | 51                 |
| 4 | Сеґедський яраш           | Szegedi járás           | Сеґед           | 13     | 2      | 197 679                  | 741,10      | 267                |
| 5 | Сентешський яраш          | Szentesi járás          | Сентеш          | 8      | 1      | 41 249                   | 813,84      | 51                 |
| 6 | Годмезевашаргейський яраш | Hódmezővásárhelyi járás | Годмезевашаргей | 4      | 2      | 56 164                   | 707,77      | 79                 |
| 7 | Чонґрадський яраш         | Csongrádi járás         | Чонґрад         | 4      | 1      | 22 697                   | 339,24      | 67                 |

## Виноробство
На захід Сегеда розташований виноробний регіон Чонград — один з 22 виноробних регіонів Угорщини, частина Альфельда. Піщані ґрунти тут перемежовуються лесовими; клімат характеризується різкими перепадами температури.
В Чонграді виробляють досить міцні червоні і білі вина, які фахівцями оцінюються як досить середні за якістю